# 讷苏肯
讷苏肯（1730年—1775年），辉发那拉氏，是讷礼之子，追封一等承恩公讷尔布和公妻一品夫人郎佳氏之孙，清高宗继皇后的侄子。讷苏肯生于雍正八年，与孝贤纯皇后的侄子明瑞同岁，在父亲死后管理所领牛录。讷苏肯沾姑母之光，少年得志，乾隆十三年四月十四日，十九岁的佐领讷苏肯补授三等侍卫，于乾清门行走。乾隆十三年七月初十日，原任巡抚常安在丰盛胡同入官房，被赏给达勒当阿。常安在药房胡同之房，被赏给时任乾清门行走三等侍卫的讷苏肯。乾隆十五年，因姑母被册立为皇后，讷苏肯被姑夫乾隆帝封为一等侯。乾隆二十年，讷苏肯担任三等侍卫兼管一年左翼税务。

## 生平
讷苏肯早年丧父，和祖母感情很深，乾隆二十二年，讷苏肯的祖母郎佳氏去世。二月初十日，乾隆帝下达谕旨：“候讷苏肯之祖母病故，著派散秩大臣一员，偕同侍卫等带茶及奶子酒祭奠，其出殡之日，著右翼二品以下大臣官员等前往发送，并加恩赏银三千两，裨其办理丧事。”二月二十五日，陈世倌等大臣在题本中称：“为赐恤事。原任佐领追赠一等公讷尔布之妻，系现任一等侯讷苏肯之祖母，于本月初一日病故……今公妻一品夫人郎佳氏病故，应照例给与一次致祭银四十两。遣臣部堂官读文致祭，祭文交翰林院撰拟。”虽然如此，讷苏肯无力修祖坟。同年十一月二十九日，讷苏肯上奏姑夫乾隆帝，请求借用十年俸禄修建祖坟：“奴才讷苏肯谨奏：为仰恳天恩事。今年春，奴才祖母之事，圣主施降鸿恩，赏银三千两治丧，是以诸处皆富余办理。惟奴才讷苏肯祖父平素穷居，未建坟院。今蒙圣主鸿恩，奴才祖母之事，不修建坟院亦是不可，是以奴才欠债几千两银，建坟院盖房一座，现虽俱行竣工，但为此欠债，以奴才之力实难偿还，仰恳圣主施恩，将奴才每年应得侯爵俸禄借给十年者，裨偿还奴才修建坟院欠债。 为此惶恐请旨谨奏。”乾隆帝为讷苏肯的孝心感动，下旨答应了请求。
乾隆二十七年，讷苏肯前往乌鲁木齐办事学习，替换永德。乾隆二十八年六月二十七日，讷苏肯行至乌鲁木齐南山内鄂伦布拉克卡伦，收到赍送喀什噶尔参赞大臣永贵咨开，乾隆帝下旨：“将讷苏肯补授二等侍卫。”讷苏肯同时收到姑夫乾隆帝在五月初三日所下谕旨：“正红旗蒙古副都统之缺，著以讷苏肯补放。”二十九年十一月，乾隆帝定下伊犁领队大臣六名，乌岱、讷苏肯派驻雅尔。
乾隆三十年三月初三日，因继皇后断发，与乾隆帝感情破裂，乾隆帝密告伊犁将军明瑞，告知削去讷苏肯侯爵，讷苏肯留任副都统不必回京，仍留当地效力。尽管被削去侯爵，讷苏肯依然任劳任怨上奏乾隆帝，谢恩表示：“伏思，奴才讷苏肯世受圣恩至深至重，且于奴才十九岁时，即蒙恩在乾清门上造就，陆续所施天恩实属浩荡。仰蒙圣恩将奴才派来乌鲁木齐，任用副都统以来，涓埃未效。奴才抵达雅尔，为难以仰答天恩惶恐正切。今又特施殊恩，降旨将奴才本身副都统仍予存留，照常于雅尔效劳者，不惟奴才全家感激不尽天恩，即奴才之祖父母、父母之灵，皆不胜感激天恩。”
乾隆帝原本伊勒图要前往雅尔替换讷苏肯，讷苏肯本人应前往阿克苏，但由于伊犁那边人员紧张，伊勒图暂时无法前来，于是乾隆帝让讷苏肯先返回雅尔，然而讷苏肯误解圣意，以为让他返回京城，讷苏肯递交行程计划，准备离开，继而又接到明瑞命令让他前往乌什带领满洲兵，此时讷苏肯惊慌失措，上奏称：“奴才因昏庸至极，遂一时将谕令返回，糊涂看错为准返京城，即加以冒昧渎奏。其后奴才由勒布什返回雅尔准将军明瑞等咨，奴才即启程前往乌什，旋至额米勒地方恭奉上谕，方知奴才先前看错之事，恐惧之下汗流失神。”乾隆帝看后，斥责讷苏肯福薄。乾隆三十一年二月十八日，讷苏肯奉旨授阿克苏办事大臣。乾隆三十一年六月二十三日，讷苏肯被乾隆帝革去副都统，作为三等侍卫，交乌什大臣差遣委用。讷苏肯谢恩折由永贵转交。乾隆三十四年二月，永贵来伊犁时，询问将侍卫讷苏肯派往伊犁还是遣送回京，乾隆帝下旨遣送回京。乾隆三十四年，因经略傅恒催满洲兵、索伦兵需尽早抵达。三等侍卫讷苏肯和翼长岱兴阿，五月二十三日从京城启程，带领京城满洲兵赶赴云南。
乾隆三十五年，讷苏肯降为蓝翎侍卫效力。乾隆三十八年，讷苏肯以蓝翎侍卫任前往四川军营效力。乾隆四十年三月初四日，富德奏：“查臣于三月初四接参赞富德咨送奏稿内开，领队蓝翎侍卫讷苏肯身患痨症，留在军营不能得力。已令前赴成都调治，并行文署川督文绶俟讷苏肯到省调治，若愈，即令来营，若病势加重，酌量情形，一面办理一面具奏。等因。嗣经讷苏肯到省，臣拨医调治，迄今多日服药无效，病势转增。臣细加查看，难令再赴军营，即留川医治亦难望痊，可随令讷苏肯自川回京。合并奏闻。”大意为讷苏肯身患痨症，留在军营不能得力。细加查看，难令再赴军营，即留川医治亦难望痊，可随令讷苏肯自川回京。乾隆帝朱批：“览”。讷苏肯不久即死，终年四十六岁。子至少有三人，克孟額、德楞額、繃僧額。